# Парі Сен-Жермен (жіночий футбольний клуб)
Жіночий футбольний клуб «Парі Сен-Жермен» (фр. Paris Saint-Germain Féminine) — французький жіночий футбольний клуб з Парижа, заснований у 1971 році. Виступає в Жіночому дивізіоні 1. Домашні матчі приймає на стадіоні «Стад Жан-Буен», місткістю 20 000 глядачів.

## Досягнення
- Жіночий дивізіон 1
  - Чемпіон (1): 2020/21
  - Срібний призер (11): 2010/11, 2012/13, 2013/14, 2014/15, 2015/16, 2017/18, 2018/19, 2019/20, 2021/22, 2022/23, 2023/24
  - Бронзовий призер (2): 2009/10, 2016/17

- Кубок Франції
  - Володар (4): 2009/10, 2017/18, 2021/22, 2023/24
  - Фіналіст (5): 2007/08, 2013/14, 2016/17, 2019/20, 2022/23,

- Ліга чемпіонів УЄФА
  - Фіналіст (2): 2014/15, 2016/17

## Поточний склад
Станом на сезон 2019–20.
| №  | Поз. | Нац.      | Гравець                |
| -- | ---- | --------- | ---------------------- |
| 1  | ВР   | Польща    | Катажина Кеджинек      |
| 2  | ЗХ   | Швеція    | Ханна Глас             |
| 4  | ЗХ   | Польща    | Пауліна Дудек          |
| 5  | ЗХ   | США       | Алана Кук              |
| 6  | ПЗ   | Бразилія  | Луана                  |
| 8  | ПЗ   | Франція   | Грейс Гейоро           |
| 9  | НП   | Франція   | Марі-Антуанетта Катото |
| 10 | НП   | Данія     | Надія Надім            |
| 11 | НП   | Франція   | Кадідіату Діані        |
| 12 | ЗХ   | Канада    | Ешлі Лоуренс           |
| 13 | ПЗ   | Німеччина | Сара Дебріц            |
| 14 | ЗХ   | Іспанія   | Ірен Паредес           |

| №  | Поз. | Нац.     | Гравець           |
| -- | ---- | -------- | ----------------- |
| 15 | НП   | Норвегія | Каріна Севік      |
| 16 | ВР   | Чилі     | Крістіана Ендлер  |
| 17 | ЗХ   | Франція  | Ів Періссо        |
| 18 | ПЗ   | Франція  | Ліна Буссаха      |
| 20 | ЗХ   | Франція  | Перле Морроні     |
| 21 | ПЗ   | Франція  | Сенді Балтімор    |
| 22 | НП   | Данія    | Сине Брюн         |
| 23 | НП   | Канада   | Джордін Хуйтема   |
| 24 | ПЗ   | Бразилія | Форміга           |
| 27 | ПЗ   | Франція  | Леа Хеліфі        |
| 30 | ВР   | США      | Аріанна Криссіоне |